# Danamon Open
Danamon Open — колишній тенісний турнір, що проводився Жіночою тенісною асоціацією з 1993  1997 року. Турнір відбувався на кортах з твердим покриттям на Gelora Senayan Stadium в Джакарті, Індонезія.

## Фінали

### Одиночний розряд
| Рік  | Чемпіон        | Фіналіст        | Рахунок            |
| ---- | -------------- | --------------- | ------------------ |
| 1993 | Басукі Яюк     | Енн Гроссман    | 6–4, 6–4           |
| 1994 | Басукі Яюк     | Флоренсія Лабат | 6–4, 3–6, 7–6(7–1) |
| 1995 | Забіне Гак     | Іріна Спирля    | 2–6, 7–6(8–6), 6–4 |
| 1996 | Лінда Вілд     | Басукі Яюк      | walkover           |
| 1997 | Савамацу Наоко | Йосіда Юка      | 6–3, 6–2           |

### Парний розряд
| Рік  | Чемпіони                    | Фіналісти                       | Рахунок       |
| ---- | --------------------------- | ------------------------------- | ------------- |
| 1993 | Ніколь Арендт Крістін Кунс  | Емі Делоун Еріка Делоун         | 6–3, 6–4      |
| 1994 | Ніколь Арендт Крістін Кунс  | Керрі-Енн Г'юз Андреа Стрнадова | 6–2, 6–2      |
| 1995 | Клаудія Порвік Іріна Спирля | Лоранс Куртуа Нансі Фебер       | 6–2, 6–3      |
| 1996 | Хіракі Ріка Кадзімута Наоко | Лоранс Куртуа Нансі Фебер       | 7–6(7–2), 7–5 |
| 1997 | Керрі-Енн Г'юз Крістін Кунс | Ленка Немечкова Йосіда Юка      | 6–4, 5–7, 7–5 |

## See also
- Jakarta Open – чоловічий турнір